# Бунге, Уильям
Уильям Бунге (правильнее Банге) (англ. William Wheeler Bunge Jr.) (1928, Ла-Кросс, штат Висконсин, США) — 2013, Онтарио, Канада) — американский географ, один из ключевых представителей школы пространственного анализа. Позже стал одним из основателей так называемой «радикальной географии»

## Биография
Уильям Уилер Бунге Младший родился в 1928 в городке Ла-Кросс штата Висконсин в семье американцев немецкого происхождения. Служил в армии во время Корейской войны, в специальном лагере по исследованию оружия массового поражения изучал ведение ядерной войны.
Завершив службу, поступил в Висконсинский университет в Мадисоне, который окончил в 1955, получив диплом магистра географии. В то время в университете преподавал известный географ Ричард Хартсхорн, лекции которого слушал Бунге. Несмотря на интерес к социально-экономической географии, он учился на кафедре метеорологии и в 1956 была опубликована его первая научная работа, посвященная ледовому режиму озёр Висконсина. Писать диссертацию Бунге предполагал у Хартсхорна, однако сильно разошёлся с ним в подходах к географическому исследованию (в тот период Хартсхорн был сторонником качественных методов, Бунге — количественных), и в результате защищал диссертацию в Вашингтонском университете в Сиэтле (1960). Диссертация называлась «Теоретическая география» и была издана в университете небольшим тиражом.
После получения степени, Бунге в течение года преподает в Университете штата Айова (1960—1961), однако был уволен оттуда и перебрался в мичиганский Университет Уэйна, где работал в качестве профессора-ассистента (1962—1969). Из-за конфликта с Хартсхорном и напряженных отношений с американским научным сообществом, Бунге так и не смог переиздать «Теоретическую географию» в США. В 1962 книга выходит в Лундском университете в Швеции, где Бунге знакомится с известнейшим географом Торстеном Хагерстрандом, который использовал количественные методы для анализа социальных явлений.
С середины 1960-х на волне спада «количественной революции» и одновременного усиления «левых» настроений в обществе, Бунге разочаровывается в «теоретической географии» и тематика его исследований смещается в область исследования социальных конфликтов и территориального неравенства. Будучи преподавателем университета Уэйна, Бунге в течение двух лет с семьей жил в Фицджеральде, бедном негритянском районе Детройта. По субботам он подрабатывал таксистом, чтобы лучше узнать улицы города и жизнь его обитателей. Анатомия проблем подобных районов была детально описана Бунге в одной из его работ.
Преподавательская деятельность Уильяма Бунге в Мичигане закончилась после нескольких эксцентричных выходок (отправил класс проводить полевые исследования в гетто, нецензурно выражался во время занятий, выбросил студента из окна второго этажа). После увольнения из университета он в 1970 переезжает в Канаду. Здесь он второй раз женился, несколько лет преподавал в качестве штатного и приглашённого профессора в Университете Западного Онтарио и Йоркском университете, но в 1973 г. бросил преподавание и занялся исследовательской работой, связанной с глобальными проблемами человечества. Прозванный в научных кругах «Диким Биллом», в конце 1980-х он окончательно покидает академическую науку.

## Эволюция научных взглядов
Уильям Бунге является одним из представителей «школы пространственного анализа», в своих работах делая акцент на «количественном описании», которое, по его мнению, является основным методом географии как науки. Географические объекты (как физические, так и социально-экономические) имеют собственные законы саморазвития, которые могут быть исследованы и определены геометрическим путём (большое внимание Бунге уделял сетевым структурам). «Теоретическая география» Бунге была во многом написана под влиянием теории центральных мест Вальтера Кристаллера, региональной науки Уолтера Айзарда и методологии «количественной революции» Фреда Шеффера. В свою очередь, взгляды Бунге оказали влияние на более поздние работы Питера Хаггета, Ричарда Чорли и Дэвида Харви.
Бунге был одним из первых представителей «радикальной географии», однако, в отличие, например, от Харви, уделял большее внимание не экономической, а социальной и экологической проблематике, по сути работал в рамках антропогеографии, ноосферного подхода или экологии человека (как биологического и социального существа). Подобно другим представителям «радикальной географии», Бунге уделял колоссальное внимание изучению «реального мира», сбору первичного материала, исследованиям жизни людей в городской среде.

## Основные работы
Уильям Бунге является автором более тридцати научных публикаций, отдельных книг и статей в ведущих научных журналах. Наиболее важные книги Бунге:
- 1962. Theoretical Geography (Теоретическая география, переведена на русский язык) — основная работа Бунге в рамках «пространственного анализа»
- 1971. Fitzgerald: The Geography of a Revolution (Фицджеральд: География революции) — история формирования негритянского гетто Детройта, анатомия назревшего в нём социального взрыва, оригинальные карты качества жизни в городской среде
- 1986. A World in Crisis?: Geographical Perspectives (Миру грозит кризис?: Географические перспективы) — книга о глобальных проблемах человечества, которые вызваны не дефицитом ресурсов, а стремлением к их насильственному перераспределению.
- 1988. Nuclear War Atlas (Атлас ядерной войны) — картографическое отражение сценария глобального ядерного конфликта и его последствий для населения планеты

## Интересные факты
- В 1967 книга Уильяма Бунге «Теоретическая география» была переведена на русский язык и издана в СССР. Через некоторое время Бунге, испытывавший денежные затруднения, направил в СССР запрос с просьбой указать, на какой банковский счет перечислен его гонорар за это издание.
- Последнее «упоминание» Бунге в печати относится к 1998.[источник не указан 839 дней] Университет Висконсина, где он учился, опубликовал полушутливый бюллетень, в котором утверждается, что Бунге был избран канадскими коммунистами представлять Квебек в федеральных органах власти и якобы опубликовал статью «Where are the Germans?» («Где же немцы?») в коммунистическом издании «Northstar Compass»